# Wolbodon
Wolbodon fut prince-évêque de Liège de 1018 au 21 avril 1021.

## Biographie
Wolbodon serait originaire de Lotharingie ou de Flandre. Il était ancien prévôt de l'église Saint-Martin d'Utrecht, puis devint chapelain à la cour de l'empereur. 
Il est désigné évêque de Liège par l'empereur Henri II.
Dès son accession au trône épiscopal, Wolbodon, considéré comme le véritable fondateur de l'abbaye de Saint Laurent, ordonne la reprise des travaux que Notger avait interrompus. Il fera appel aux moines bénédictins pour occuper l'abbaye, et laissera une fortune destinée à la poursuite du chantier. Il sera enterré dans son abbaye.